# Équipe de république populaire de Donetsk de football
Maillots
L'équipe de la république populaire de Donetsk de football (en russe: Сборная ДНР по футболу, et en Ukrainien: Збірна Донецької Народної Республіки з футболу) est une sélection de joueurs de la république populaire de Donetsk placée sous l'égide de l'Union de football de Donetsk qui a été créée le 25 juillet 2015. Elle est affiliée à la Confédération des associations de football indépendantes (ConIFA) de 2015 à 2022.
L'État sécessionniste de l'Ukraine a proclamé dans l'oblast de Donetsk le 7 avril 2014 son indépendance, seulement quelques jours après le début de la guerre du Donbass, ce territoire est actuellement reconnu uniquement par la Russie (État membre de l'ONU) depuis le 21 février 2022,,. 

## Histoire
Dans le contexte de la sécession de la république populaire de Donetsk durant la guerre du Donbass, l'État sécessionniste met en place une équipe de football et nomme Arsen Isakov à sa tête en 2015.
Le 9 juillet 2015, Donetsk perd sa rencontre face à la république populaire de Louhansk, 3 buts à 1.
Le 8 août 2015, Donetsk remporte sa rencontre face à la république populaire de Louhansk 4 buts à 1.
Les athlètes ukrainiens qui étaient auparavant membres des équipes nationales ne pourront plus jouer pour l'Ukraine à l'avenir s'ils ont participé aux compétitions dites république populaire de Lougansk et république populaire de Donetsk, a déclaré le ministre de la Jeunesse et des Sports d'Ukraine Ihor Zhdanov (en).
Le 25 septembre 2020, la république populaire de Donetsk rencontre l'Abkhazie, le match se termine par un score vierge (0-0), après que l'arbitre a été contraint d'arrêter le match en raison de la panne d'un projecteur.
Le 24 février 2022, sur ordre du président russe Vladimir Poutine une opération militaire est déclenchée en Ukraine par la Russie en 2022. Qui ne permet pas à la sélection de la république populaire de Donetsk de jouer des rencontres. Donetsk se retire de la ConIFA.

## Rencontres

### Matches internationaux
Le tableau suivant liste les rencontres de l'Équipe de Donetsk de football
| No | Date              | Lieu                                                                  | Abkhazie                        | Adversaire                                  | Score | Compétition | Buteur(s) pour Donetsk                                                                     | Buteur(s) pour l'adversaire                                      | Rapport      |
| -- | ----------------- | --------------------------------------------------------------------- | ------------------------------- | ------------------------------------------- | ----- | ----------- | ------------------------------------------------------------------------------------------ | ---------------------------------------------------------------- | ------------ |
| 1  | 14 mai 2015       | Republican stadium, Soukhoumi, Abkhazie                               | République populaire de Donetsk | Abkhazie                                    | P 0-1 | Amical      |                                                                                            | Shabat Logua                                                     | (Rapport)    |
| 2  | 8 août 2015       | / Stade Metalurh (Donetsk), République populaire de Donetsk/Ukraine   | République populaire de Donetsk | République populaire de Lougansk            | V 4-1 | Amical      | Viktor Stanenko, Sergei Nechipurenko, Alexander Komin                                      | Evgenii Naumov                                                   | (Rapport)    |
| 3  | 9 juillet 2015    | / Stade Avanhard (Louhansk), République populaire de Lougansk/Ukraine | République populaire de Donetsk | République populaire de Lougansk            | P 1-3 | Amical      | 60e Pérez Agong                                                                            | 39e Yuriy Tselykh, 81e (pen.) Andrey Danaev, 81e Sergey Pivnenko | (Rapport)    |
| 4  | 19 mai 2016       | Stade Dinamo Soukhoumi Abkhazie                                       | République populaire de Donetsk | Abkhazie                                    | N 0-0 | Amical      |                                                                                            |                                                                  | (Rapport)    |
| 5  | 8 janvier 2016    | / Stade Metalurh (Donetsk), République populaire de Donetsk/Ukraine   | République populaire de Donetsk | République populaire de Lougansk            | N 1-1 | Amical      | 81e Klyuev                                                                                 | 55e Titarenko                                                    | (Rapport)    |
| 6  | 9 février 2017    | / Makiïvka, République populaire de Donetsk/Ukraine                   | République populaire de Donetsk | Championnat République populaire de Donetsk | V 6-0 | Amical      | 22e Zinchenko, 38e 48e Serhiy Artiukh, 35e (csc) Burenk, 40e (csc) Mironov, 77e Dmitrishin |                                                                  | (Rapport)    |
| 7  | 31 août 2017      | / Makiïvka, République populaire de Donetsk/Ukraine                   | République populaire de Donetsk | République populaire de Donetsk U-21        | V 4-3 | Amical      | 2e 79e Serhiy Artiukh, 57e Filatov, 70e Dmitrishin                                         | 16e Slinko, 60e 87e Miros                                        | (Rapport)    |
| 8  | 28 mai 2017       | Republican stadium Soukhoumi Abkhazie                                 | République populaire de Donetsk | Abkhazie                                    | V 2-1 | Amical      | 24e Viktor Stanenko, 84e Serhiy Artiukh                                                    | 86e Shabat Logua                                                 | (Rapport)    |
| 9  | 13 février 2020   | / Bakhtchissaraï, Crimée, Russie/Ukraine                              | République populaire de Donetsk | FC Kyzyltash Bakhchisaray                   | P 0-1 | Amical      |                                                                                            |                                                                  | [ (Rapport)] |
| 10 | 25 septembre 2020 | Republican stadium Soukhoumi Abkhazie                                 | République populaire de Donetsk | Abkhazie                                    | N 0-0 | Amical      |                                                                                            |                                                                  | (Rapport)    |

### Équipe rencontrées
| Adversaire                                  | Joués | Victoires | Matchs nuls | Défaites | Buts pour | Buts contre |
| ------------------------------------------- | ----- | --------- | ----------- | -------- | --------- | ----------- |
| Abkhazie                                    | 4     | 1         | 2           | 1        | 2         | 2           |
| République populaire de Lougansk            | 3     | 1         | 1           | 1        | 6         | 5           |
| FC Kyzyltash Bakhchisaray                   | 1     | 0         | 0           | 1        | 0         | 1           |
| Championnat République populaire de Donetsk | 1     | 1         | 0           | 0        | 6         | 0           |
| République populaire de Donetsk U-21        | 1     | 1         | 0           | 0        | 4         | 3           |
| Total                                       | 10    | 4         | 3           | 3        | 18        | 11          |

## Personnalités de l'équipe de Donetsk de football

### Sélection
| Sélection 2020       | Sélection 2020         |
| Club                 | Nom                    |
| -------------------- | ---------------------- |
| Gardien              |                        |
| Pobeda Donetsk       | Andreï Kotikov         |
| Miner Donetsk        | Maxime Dantchenko      |
| Défenseur            |                        |
| Pobeda Donetsk       | Artem Yevlyanov (en)   |
| Pobeda Donetsk       | Constantin Zolotar     |
| Pobeda Donetsk       | Stanislav Garnenko     |
| Pobeda Donetsk       | Evgueni Fedotov        |
| Miner Donetsk        | Maxime Pavlenko        |
| Garden Donetsk       | Evgueni Okhmat         |
| Métallurgist Donetsk | Artem Parkhomenko      |
| Milieux de terrain   |                        |
| Pobeda Donetsk       | Evgueni Rybalko        |
| Pobeda Donetsk       | Vladimir Oudovitchenko |
| Pobeda Donetsk       | Denis Nikouline        |
| Pobeda Donetsk       | Artyom Bessalov        |
| Garden Donetsk       | Andreï Lagoda          |
| Garden Donetsk       | Savely Tomazov         |
| Miner Donetsk        | Iaroslav Makhno        |
| FC Kertch 2012       | Maxim Grishchenko      |
| Attaquant            |                        |
| Berkout Makeevka     | Vladislav Frolov       |
| Staff                | Nom                    |
| Sélectionneur        | Arsen Isakov           |

### Sélectionneur
| N°     | Sélectionneur | Période   | Matchs | Gagnés | Nuls | Perdus | Gagnés % |
| ------ | ------------- | --------- | ------ | ------ | ---- | ------ | -------- |
| 1      | Arsen Isakov  | 2015-2020 | 10     | 4      | 3    | 3      | 40       |
| Totals | Totals        | Totals    | 10     | 4      | 3    | 3      | 40%      |

### Président de l'union de football de la république populaire de Donetsk
| N° | Nom             | Période             |
| -- | --------------- | ------------------- |
| 1  | Pavel Davydenko | 25/07/2015-en cours |